# William M. Jennings Trophy

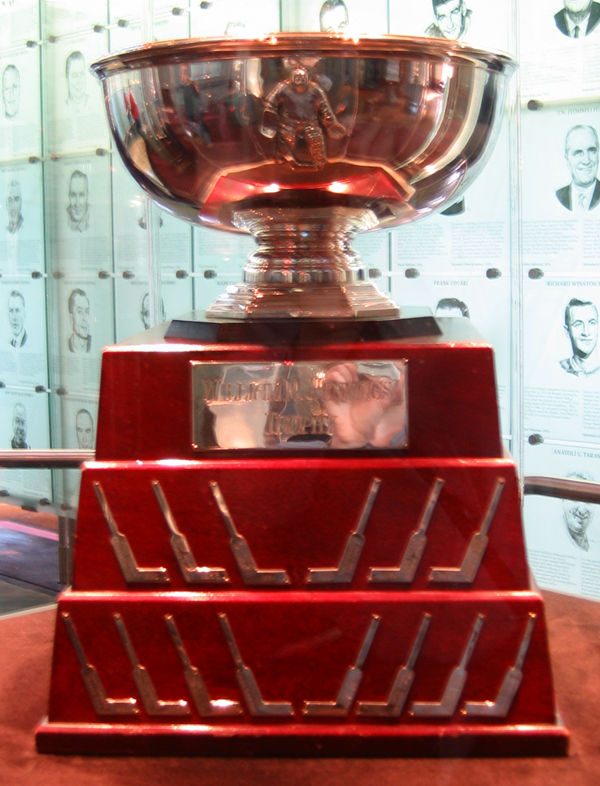
William M. Jennings Trophy

William M. Jennings Trophy je ocenění které je udělováno v NHL.
Na počest letitého prezidenta New York Rangers a jednoho z nejlepších hokejových diplomatů USA, v roce 1981, ji věnovala NHL Rada guvernérů s tím, aby tato trofej převzala dosavadní stanovy Vezina Trophy.
A tak se od sezóny 1981–1982 brankářům, kteří odehrají za tým s nejmenším počtem inkasovaných branek alespoň pětadvacet zápasů,uděluje William M. Jennings Trophy, zatímco Vezina Trophy získala nový statut.

## Vítězové
| William M. Jennings Trophy – (nejmenší počt inkasovaných branek) |                                               |                                                             |
| Sezóna                                                           | Hráč                                          | Tým                                                         |
| 1981–1982                                                        | Rick Wamsley, Denis Herron                    | Montreal Canadiens                                          |
| 1982–1983                                                        | Roland Melanson, Billy Smith                  | New York Islanders                                          |
| 1983–1984                                                        | Al Jensen, Pat Riggin                         | Washington Capitals                                         |
| 1984–1985                                                        | Tom Barrasso, Bob Sauve                       | Buffalo Sabres                                              |
| 1985–1986                                                        | Bob Froese, Darren Jensen                     | Philadelphia Flyers                                         |
| 1986–1987                                                        | Patrick Roy, Brian Hayward                    | Montreal Canadiens                                          |
| 1987–1988                                                        | Patrick Roy, Brian Hayward                    | Montreal Canadiens                                          |
| 1988–1989                                                        | Patrick Roy, Brian Hayward                    | Montreal Canadiens                                          |
| 1989–1990                                                        | Andy Moog, Rejean Lemelin                     | Boston Bruins                                               |
| 1990–1991                                                        | Ed Belfour                                    | Chicago Blackhawks                                          |
| 1991–1992                                                        | Patrick Roy                                   | Montreal Canadiens                                          |
| 1992–1993                                                        | Ed Belfour                                    | Chicago Blackhawks                                          |
| 1993–1994                                                        | Dominik Hašek, Grant Fuhr                     | Buffalo Sabres                                              |
| 1994–1995                                                        | Ed Belfour                                    | Chicago Blackhawks                                          |
| 1995–1996                                                        | Chris Osgood, Mike Vernon                     | Detroit Red Wings                                           |
| 1996–1997                                                        | Martin Brodeur, Mike Dunham                   | New Jersey Devils                                           |
| 1997–1998                                                        | Martin Brodeur, Mike Dunham                   | New Jersey Devils                                           |
| 1998–1999                                                        | Ed Belfour a Roman Turek                      | Dallas Stars                                                |
| 1999–2000                                                        | Roman Turek                                   | St. Louis Blues                                             |
| 2000–2001                                                        | Dominik Hašek                                 | Buffalo Sabres                                              |
| 2001–2002                                                        | Patrick Roy                                   | Colorado Avalanche                                          |
| 2002–2003                                                        | Roman Čechmánek, Robert Esche, Martin Brodeur | Philadelphia Flyers, Philadelphia Flyers, New Jersey Devils |
| 2003–2004                                                        | Martin Brodeur                                | New Jersey Devils                                           |
| 2004–2005                                                        | Neudělena pro stávku                          | Neudělena pro stávku                                        |
| 2005–2006                                                        | Miikka Kiprusoff                              | Calgary Flames                                              |
| 2006–2007                                                        | Manny Fernandez, Niklas Bäckström             | Minnesota Wild                                              |
| 2007–2008                                                        | Chris Osgood, Dominik Hašek                   | Detroit Red Wings                                           |
| 2008–2009                                                        | Tim Thomas, Manny Fernandez                   | Boston Bruins                                               |
| 2009–2010                                                        | Martin Brodeur                                | New Jersey Devils                                           |
| 2010–2011                                                        | Roberto Luongo, Cory Schneider                | Vancouver Canucks                                           |
| 2011–2012                                                        | Jaroslav Halák, Brian Elliott                 | St. Louis Blues                                             |
| 2012–2013                                                        | Corey Crawford, Ray Emery                     | Chicago Blackhawks                                          |
| 2013–2014                                                        | Jonathan Quick                                | Los Angeles Kings                                           |
| 2014–2015                                                        | Corey Crawford, Carey Price                   | Chicago Blackhawks, Montreal Canadiens                      |
| 2015–2016                                                        | Frederik Andersen, John Gibson                | Anaheim Ducks                                               |
| 2016–2017                                                        | Braden Holtby                                 | Washington Capitals                                         |
| 2017–2018                                                        | Jonathan Quick                                | Los Angeles Kings                                           |
| 2018–2019                                                        | Thomas Greiss a Robin Lehner                  | New York Islanders                                          |
| 2019–2020                                                        | Jaroslav Halák a Tuukka Rask                  | Boston Bruins                                               |
| 2020–2021                                                        | Marc-André Fleury a Robin Lehner              | Vegas Golden Knights                                        |
| 2021–2022                                                        | Frederik Andersen a Antti Raanta              | Carolina Hurricanes                                         |
| 2022–2023                                                        | Linus Ullmark a Jeremy Swayman                | Boston Bruins                                               |
| 2023–2024                                                        | Connor Hellebuyck                             | Winnipeg Jets                                               |
| 2024–2025                                                        | Connor Hellebuyck                             | Winnipeg Jets                                               |
| Zdroj na eliteprospects.com                                      |                                               |                                                             |